# Dentalium elephantinum
Dentalium elephantinum är en blötdjursart som beskrevs av Carl von Linné 1758. Dentalium elephantinum ingår i släktet Dentalium och familjen Dentaliidae. Inga underarter finns listade i Catalogue of Life.